# Albert Vögler
Albert Vögler, né le 8 février 1877 à Borbeck-Mitte (Essen, Allemagne) et mort le 14 avril 1945 à Herdecke (Rhénanie-du-Nord-Westphalie, Allemagne) est un homme politique, industriel et entrepreneur allemand. Il a été un dirigeant important de l'industrie de l'armement pendant la Seconde Guerre mondiale.

## Biographie
Albert Vögler est né à Essen. Il est diplômé en génie mécanique de l'Institut de technologie de Karlsruhe en 1901. Entre 1901 et 1910, il travaille comme ingénieur aux Aciéries de Dortmund, puis devient membre du comité exécutif de la société minière Forges et Mines Germano-luxembourgeoises (en abrégé DL, pour Deutsch-Luxemburg). A la mort du fondateur, Hugo Stinnes, en 1924, Vögler en devient le dirigeant.
En 1918, avec Gustav Stresemann, il participe à la fondation du Parti populaire allemand (DVP) sous la République de Weimar. Il critique la soumission de l'Allemagne à l'occupation française de la Ruhr en 1923. En 1924, il quitte le DVP.
Entre 1925 et 1927, il est membre de la Chambre de commerce de Dortmund et président du syndicat du charbon Rheinisch Westfäli. En 1926, Vögler fonde la Vereinigte Stahlwerke AG (les Aciéries Unies) et en est le président jusqu'en 1935.
En tant qu'homme d'affaires, Vögler redoutait la montée du communisme en Allemagne. Dès 1931 il soutient financièrement le parti nazi. Vögler rencontre Adolf Hitler le 11 septembre 1931. À partir de 1932, Vögler finance ouvertement le parti nazi. Il était membre du Cercle des Amis de Himmler.
Hitler devient chancelier allemand le 30 janvier 1933. Il tient une réunion avec Hermann Göring et des industriels allemands le 20 février 1933. Vögler était présent à cette réunion. Hitler a présenté les plans politiques du parti nazi et a reçu un total de trois millions de marks en dons. A la fin des années 1930, Vögler a été décrit par l'homme d'affaires juif Max von der Porten comme un industriel qui se concentrait sur les affaires et ne voulait rien savoir de la politique.
À partir de 1940, Vögler est fortement impliqué dans l'industrie de guerre, la fabrication de munitions. Il a occupé des postes de plus en plus importants sous Albert Speer, de 1942 à 1944, dans le centre industriel de la Ruhr. Il a contribué à rationaliser la production d'armement et même à augmenter la production à un moment où, clairement, l'Allemagne perdait la guerre. L'industrie de l'armement utilisait le travail forcé ainsi que des esclaves, pour minimiser les coûts de fabrication et compenser l'absence des ouvriers mobilisés sur les fronts.
Il a été président, de 1941 jusqu'à sa mort en 1945, de la Société Kaiser Wilhelm (plus tard Société Max Planck), société scientifique qui a collaboré avec les programmes nazis.
Le 14 avril 1945, afin d'éviter d'être capturé par l'armée américaine, Vögler se suicide à Herdecke. Malgré sa mort, il était toujours identifié, lors des procès de Nuremberg, comme l'un des industriels accusés d'avoir aidé Hitler .